# The Cat Fanciers’ Association
The Cat Fanciers' Association (Stowarzyszenie Miłośników Kotów; skrót CFA) – amerykańskie stowarzyszenie felinologiczne, jedna z najstarszych organizacji felinologicznych na świecie. Siedziba stowarzyszenia znajduje się w Manasquan, New Jersey.
CFA uznaje obecnie 41 ras kotów. O ile część ras uznawanych przez CFA pokrywa się z tymi uznanymi przez FIFe, to obie organizacje mają różne standardy. CFA nadal nie uznaje kotów bengalskich.

## Historia
CFA zostało utworzone w 1906 roku i działa jako organizacja non-profit. Pierwsze wystawy kotów pod jego patronatem odbyły się w roku założenia w Buffalo oraz w Detroit (USA).

## Organizacja
Zarząd organizacji składa się z dziewiętnastu członków: prezesa, zastępcy, sekretarza, skarbnika, ośmiu dyrektorów regionalnych oraz siedmiu dyrektorów zewnętrznych, wybieranych podczas walnego zgromadzenia przez delegatów (przedstawicieli klubów zrzeszonych w CFA). Obecnie CFA to ponad 650 klubów członkowskich z całego świata. Pod patronatem CFA organizuje się około 400 wystaw kotów rasowych w sezonie.

## CFA w Polsce
Ambasadorem CFA w Polsce jest New Dream Cat's Club, który w przystępny sposób - w języku polskim - pokazuje funkcjonowanie CFA.

## Fundacja
22 czerwca 1990 roku zarząd CFA założył fundację CFA, której zadaniem jest edukacja społeczeństwa o sposobie życia kotów oraz ich historii. Fundacja wydała już ponad 100 różnych książek, periodyków, i innych.